# Chatanga
Chatanga (rusky Хатанга) je řeka v Tajmyrském rajónu v Krasnojarském kraji v Rusku. Je 227 km dlouhá. Povodí má rozlohu 364 000 km².

## Průběh toku
Vzniká soutokem zdrojnic Kotuje a Chety. Teče přes Severosibiřskou nížinu v široké dolině, kde se rozděluje na několikerá ramena. Na dolním toku dosahuje šířka doliny 5 km a v korytě se vyskytuje množství velkých ostrovů. Ústí do Chatanžského zálivu moře Laptěvů, přičemž vytváří estuár. V jejím povodí se nachází 112 000 jezer o celkové rozloze 11 600 km². Jezernatost povodí tedy dosahuje 3,2 %. Hustota říční sítě dosahuje 0,45 km/km².

### Přítoky
- zleva – Novaja, Malaja Balachňa
- zprava - Nižňaja, Bludnaja, Popigaj

## Vodní stav
Zdrojem vody jsou především sněhové srážky. Nejvyšších vodních stavů dosahuje od konce května do srpna. Roční rozsah kolísání úrovně hladiny dosahuje 8,5 m. Na dolním toku je při nízkém vodním stavu patrný vliv přílivů. Průměrný roční průtok činí 3 320 m³/s a maximální 18 300 m³/s. Zamrzá na konci září až v první polovině října a rozmrzá v první polovině června.

## Využití
Řeka je bohatá na ryby. Je na ní rozvinutý průmyslový lov síha malého, omula, muksuna, nelmy, tajmena a sivenů. Na řece je rozvinutá vodní doprava a nachází se na ní přístav Chatanga.